# Xaltepec, Banderilla
Xaltepec är en ort i Mexiko.   Den ligger i kommunen Banderilla och delstaten Veracruz, i den sydöstra delen av landet, 230 km öster om huvudstaden Mexico City. Xaltepec ligger 1 552 meter över havet och antalet invånare är 933.
Terrängen runt Xaltepec är lite bergig, och sluttar österut. Runt Xaltepec är det mycket tätbefolkat, med 3 369 invånare per kvadratkilometer. Närmaste större samhälle är Xalapa, 7,8 km söder om Xaltepec. I omgivningarna runt Xaltepec växer huvudsakligen savannskog.